# 司马高桥
司马高桥为位于中国浙江省嘉兴桐乡市崇福镇（原崇德县县治）的一座单孔石拱桥，南北向跨原县城南护城河。该桥旧名南高桥，始建于明洪武年间，清乾隆十四年（1749）重建，同治三年（1864）毁，光绪二年（1876）知县余丽元重建，因重建时请求动用库银并得到兵部支持而得名（司马即兵部别称）。桥长19.4米，宽3米，净跨9.7米，矢高约5米，南北各沿28级石阶而上，两侧施石栏，桥顶望柱上雕有石狮两对。